# Qadir Huseynov
Qadir Huseynov (de vegades transliterat com a Gadir Guseinov; en àzeri: Qədir Hüseynov; nascut el 21 de maig de 1986 a Moscou) és un jugador d'escacs azerbaidjanès que té el títol Gran Mestre des de 2002.
A la llista d'Elo de la FIDE del gener de 2022, hi tenia un Elo de 2661 punts, cosa que en feia el jugador número 3 (en actiu) de l'Azerbaidjan. El seu màxim Elo va ser de 2667 punts, a la llista de setembre de 2009 (posició 64 al rànquing mundial).

## Resultats destacats en competició
Nascut a Moscou, Huseynov va començar a jugar als escacs amb Shahin Hajiev. El 1994 es proclamà campió d'Europa Sub-10. Al Campionat Mundial d'Escacs Júnior de 2003 a Naxçıvan, hi va acabar en cinquè lloc, (el campió fou Xakhriar Mamediàrov).
El 2008 va empatar als llocs 1r-8è amb Nigel Short, Vadim Milov, Aleksei Aleksàndrov, Baadur Jobava, Aleksandr Lastin, Tamaz Gelashvili i Farid Abbasov a la Copa President de Bakú. El 2010, va empatar als llocs 1r–8è amb Viorel Iordăchescu, Hrant Melkumian, Eduardo Iturrizaga, Serguei Vólkov, David Arutinian, Aleksei Aleksàndrov i Tornike Sanikidze al 12è Obert de Dubai.
El 2011 guanyà la Copa Governador d'Ugra d'escacs blitz. També el 2011 empatà als llocs 1r–4t amb Serguei Tiviàkov, Ievgueni Gléizerov i Merab Gagunaixvili al fort 19è torneig obert Fajr, a l'Iran.
El juliol de 2018 fou campió de la LXI edició de l'Obert de Barberà del Vallès.

### Participació en competicions per equips
Huseynov va formar part de l'equip de l'Azerbaidjan que va guanyar la medalla d'or al Campionat d'Europa per equips de Novi Sad el 2009, amb Shahriyar Mammadyarov, Teimur Radjàbov, Vugar Gaixímov i Rauf Mammadov, i també la medalla d'argent al campionat d'Europa per equips jugat a Porto Carras el 2011, conjuntament amb Shahriyar Mammadyarov, Teimur Radjàbov, Vugar Gaixímov i Eltaj Safarli.